# Nagahama

Nagahama (長浜市 Nagahama-shi?) este un municipiu din Japonia, prefectura Shiga.